# Cinclosoma castaneothorax
La zordala pechicastaña (Cinclosoma castaneothorax) es una especie de ave paseriforme de la familia Psophodidae endémica del este de Australia.